# Knorkator
Knorkator ist eine Rockband aus Berlin. Sie bezeichnet sich selbst als Deutschlands meiste Band der Welt. Der Bandname wurde durch Personifizierung des Begriffs knorke abgeleitet.

## Werdegang

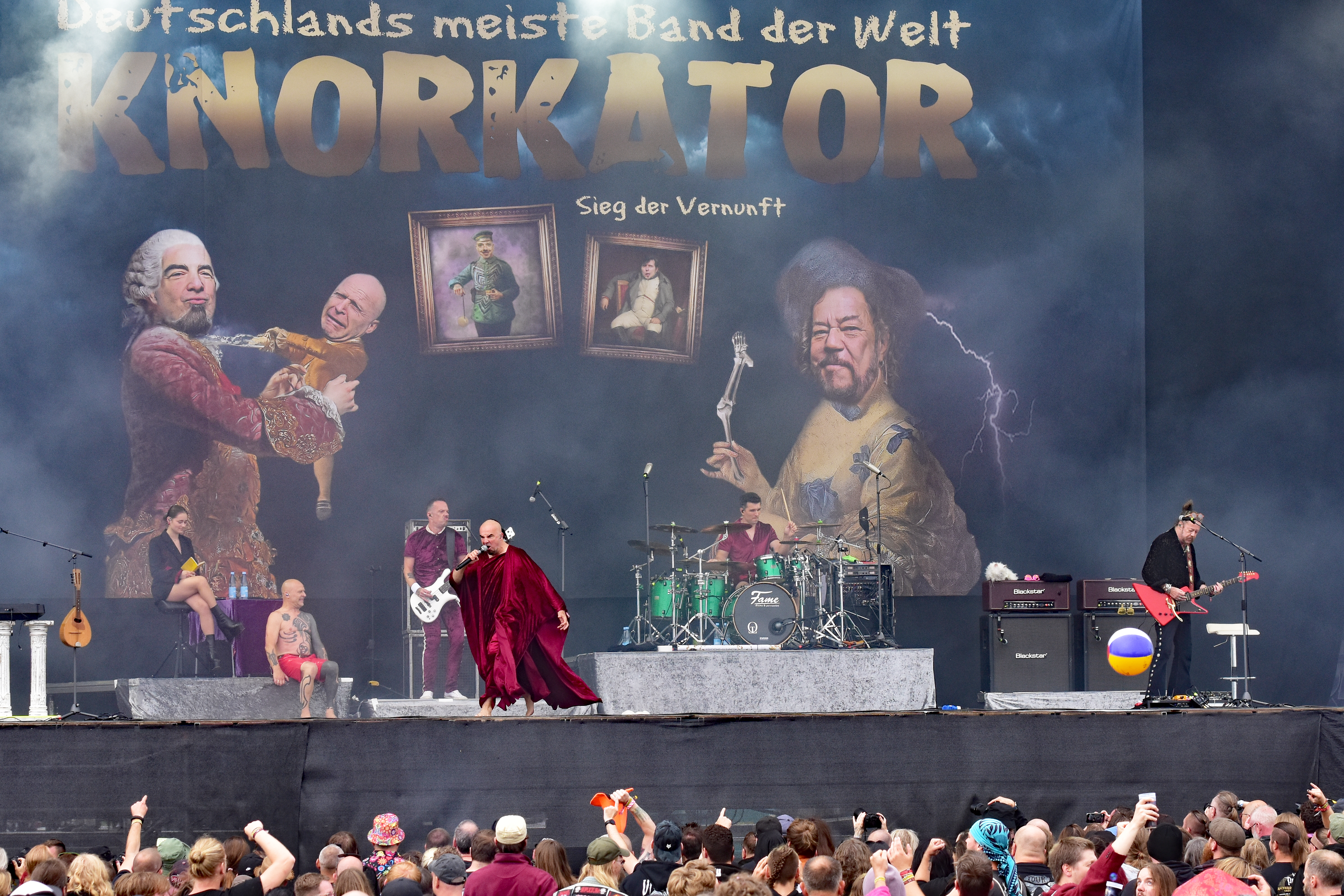
Knorkator live beim Reload Festival 2024

Knorkator wurde von Alexander Thomas („Alf Ator“) und Gero Ivers („Stumpen“) 1994 in Berlin gegründet. Alf Ator wurde durch Stumpens Begabung, extrem hoch zu singen, auf diesen aufmerksam, wie Stumpen in einem Interview auf der DVD „Weg nach unten“ verriet. Beide hatten Ende der 1980er Jahre schon einmal in der Band Funkreich zusammen gespielt, trennten sich damals aber wieder wegen musikalischer Differenzen. Erst als Stumpen Anfang der 1990er Jahre mit seiner Band Beulshausen begann, seinen charakteristischen Musikstil zu entwickeln, boten sich Ator als Textschreiber und J. Kirk Thiele als Gitarrist an. Nach der Produktion ihrer ersten gemeinsamen EP A entschied sich Thiele im Jahr 1996, zur Band Halmakenreuther zu wechseln.
Um als Vorgruppe bei Rio Reisers letzter Tournee auftreten zu können, wurde Buzz Dee verpflichtet, der vorher schon in Bands wie Monokel, De Buff Dicks, Keks, Lanz Bulldog, XL Baur und MCB mitgewirkt hatte. Schließlich wurde Knorkator durch Die-Ärzte-Mitglied Rodrigo González entdeckt. Nach einem Auftritt wurde die Band 1997 in Berlin bei Rodrec unter Vertrag genommen und ihr erstes Album, The Schlechtst of Knorkator, produziert. Knorkator gewann bei etlichen Berliner und Brandenburger Nachwuchswettbewerben und insbesondere in der Metal-Szene wurden sie mit dem Titel Böse bekannt.
Nach Unterzeichnung bei der Firma Mercury Records im Jahr 2000 veröffentlichte die Band zwei Studioalben – Hasenchartbreaker und A Tribute to uns selbst. Für die Tour zu diesen Alben wurde mit Christian Gerlach erstmals ein Schlagzeuger beschäftigt. Zuvor war Chrasch schon mit Stumpen am Projekt Beulshausen sowie mit Buzz Dee an der Gruppe De Buffdicks beteiligt gewesen. Deutschlandweite Bekanntheit erlangte die Band, als sie mit dem Lied Ick wer zun Schwein an der deutschen Vorentscheidung zum Eurovision Song Contest 2000 teilnahm und dabei den vierten Platz belegte. Die Bild kommentierte am Tag darauf: „Wer ließ diese Irren ins Fernsehen?“ Außerdem war der Gewinner vom Grand Prix-Vorentscheid Stefan Raab von der Performance der Band Knorkator so begeistert, dass er sie in seine Sendung TV Total einlud und ihnen einen „Goldenen Ehrenraab“ verlieh.
2001 wurde das eigene Musiklabel Tubareckorz und der eigene Buchverlag Du hast Dich verlegen Verlag gegründet. 2002 erschien dort das Buch Des Wurzels Zweig, auf welches eine ausgedehnte Lesetour folgte. Das Projekt High Mud Leader, ein Album mit schräger Volksmusik, wurde auf Tubareckorz veröffentlicht. Eine Dekonstruktion volksmusikalischer Strukturen und deutschtümelnder Schlagerlyrik als Eulenspiegelei sozusagen und zwar mittels der meisterhaft präzisen Anwendung der entsprechenden Gesetzmäßigkeiten. Gemeinsam mit den Bands Sub Dub Micro Maschine und Moonflower ging die Band High Mud Leader ein halbes Jahr auf Tournee.
Von Juni bis Dezember 2001 produzierten sie beim Potsdamer Radiosender Fritz eine wöchentliche Sendung namens Der Fritz Kommunikator, in der die Deutsche Sprache im Mittelpunkt stand. Stumpen rief eine monatliche Lese- und Filmveranstaltung ins Leben, mit der er unter dem Namen Stumpen liest immer alles, singt vielleicht, trinkt bestimmt und Buzz Dee wird benutzt gelegentlich auftrat.
Im März 2002 fand zum sechsten Mal das Festival „Rock gegen rechte Gewalt“ auf dem alten Messegelände in Leipzig statt. Gastgeber Udo Lindenberg hatte zahlreiche Künstler und Bands, so zum Beispiel Ben Becker, Nina Hagen, Knorkator, Ingo Appelt und Die Prinzen gewinnen können, um sich auf diese Art und Weise und ohne Gage gegen Fremdenfeindlichkeit und Rechtsextremismus zu engagieren.
2003 erschien das Album Ich hasse Musik als Kooperation zwischen den Firmen Vielklang und Sanctuary Records. Für die anschließende Tour fand ein erneuter Personalwechsel statt. Christian Gerlach wurde ausgewechselt gegen Nicolaj Gogow, ehemals Die Skeptiker, am Schlagzeug. Bassist Tim Schallenberg, ehemals Depressive Age, trat ebenfalls der Band bei. Im selben Jahr erschien auf der CD 10 Jahre Radio Fritz Knorkators Coverversion des Liedes Eisbär von Grauzone mit Fritz-Moderator Holger Klein.
2004 wurde das zweite Buch Am Anfang war das Am durch den Eulenspiegel-Verlag veröffentlicht. Zur Feier des elfjährigen Bestehens der Band im Jahr 2005 erschien bei Nuclear Blast die DVD Zu alt mit bisherigen Videoclips, einem Konzertteil und einer Dokumentation über den Werdegang von Knorkator.
2007 erschien das sechste Studioalbum Das nächste Album aller Zeiten bei Nuclear Blast. Die Grafik der CD, Plakate und die Videos für einige Lieder wie Alter Mann oder Wir werden alle sterben kommen als Comic von Miguel Fernandez und Jan Bintakies daher und gewinnen Preise und Votings.
2008 kündigte die Band mit der Doppel-DVD Weg nach unten (Tubareckorz) eine mindestens zwei Jahre dauernde Bandpause an.
Alf Ator veröffentlichte 2009 das Buch Die satanischen Achillesferse (Eulenspiegel Verlag) und war 2010 mit seinem Ein-Mann-Theaterstück und Das noch neuere Testament (Tipps und Tricks, um so zu werden wie ALF ATOR) deutschlandweit auf Tour. Ebenfalls 2009 sangen Knorkator zwei Lieder auf Tribut-Alben für Scooter (Faster Harder Scooter) und für die Fantastischen Vier (Geboren), welche zusätzlich, nochmals überarbeitet, auf dem 2011 erschienenen Album Es werde Nicht veröffentlicht wurden.
Am 2. November 2010 gab Sänger Stumpen auf seinem Blog bekannt, dass Knorkator 2011 wieder zurück sei und mit „Aufhören aufhören“ werde. Das erste Konzert seit der Bandauflösung 2008 fand am 8. April 2011 in München statt, bereits am nächsten Tag folgte das zweite Konzert in Stuttgart. Weitere acht Konzerte folgten. Das Motto dieser Tour lautete 77, die Konzerte dauerten jeweils exakt 77 Minuten, welches durch eine herunterlaufende Leuchtanzeige während des Konzerts verdeutlicht wurde. 2011 erschienen drei als „Stuhltrilogie“ bekannte Videos zu den Songs Du nich, Arschgesicht und Du bist schuld. Beim Video zu Du nich spielte Rammstein-Sänger Till Lindemann mit. Der Sohn von Alf Ator, Tim Tom Thomas sang das Lied Arschgesicht und im Video sitzt ihm Rummelsnuff gegenüber. Im Video des Liedes Du bist schuld sitzen sich zwei Stumpen gegenüber.
Nach Veröffentlichung ihres Albums Es werde Nicht und Absolvierung der damit verbundenen Hallentour Ü77 gab es erneut einen Wechsel am Schlagzeug. Nicolaj Gogow ging zur Band Pothead und deren Trommler Sebastian Meyer stieg bei Knorkator ein.
Am 17. Januar 2014 wurde das Album We Want Mohr veröffentlicht. Die anlässlich des Albums im Frühjahr 2014 stattfindende Tour wurde mit einem Plakat beworben, das die fünf (weißen) Mitglieder der Band in einem Kochtopf auf einem Feuer zeigte, auf den die Aufmerksamkeit einer schwarzen Person mit Knochen in den Haaren und Messer in der Hand, die neben dem Topf steht, gerichtet ist. Es handelte sich dabei um eine Nachstellung einer Szene aus dem Kinderbuch Struwwelpeter. Das Plakat führte zu einer Empörungswelle in einigen deutschen Blogs und wurde in einer Stellungnahme der Initiative Schwarze Menschen in Deutschland als „rassistisch“, „unreflektiert“ und „degradierend“ bezeichnet. In Reaktion darauf zeigt sich Sänger Gero Ivers „erschrocken und enttäuscht“ und argumentierte, das „Motiv [sei] missverstanden“ und „nicht im Kontext gesehen“ worden.
Zu den Abschlusskonzerten der We-Want-Mohr-Tour in der Berliner Columbiahalle wurde Nicolaj Gogow wieder als Schlagzeuger der Band vorgestellt.
2016 erschien das 8. Studioalbum Ich bin der Boss. Während die Band bisher zwar auch immer die großen Fragen der Menschheit und des Lebens thematisiert hatte, ließen sich nun erstmals Tendenzen zur Reflexion des aktuellen Zeitgeschehens erkennen. Einen Gastauftritt hatte Schauspieler und Sänger Axel Prahl. Als Coverversion wurde Eldorado von der Goombay Dance Band aufgenommen. Einen weiteren Gastauftritt hatte die Gitarristin Jen Majura.
Mit Widerstand ist zwecklos, am 13. September 2019 veröffentlicht, bewegt sich die Band konsequent weiter in die Richtung, die beim Vorgängeralbum eingeschlagen wurde: aktuelle Problematiken und zeitlose philosophische Betrachtungen kommen nun nicht mehr getrennt voneinander daher, sondern verschmelzen zu einem homogenen, schlüssigen Gesamtstatement. Im Video zu Rette sich wer kann sind der Boxer Axel Schulz, Eric Fish und Ina Paule Klink zu sehen. Weitere Gäste sind AnNa R., Rodrigo González von der Rockband Die Ärzte sowie Rapper Thomas D von Die Fantastischen Vier. Die Tochter des Sängers Stumpen, Agnetha Ivers, sang das Lied Untergang. Die Coverversion des Discosongs Ring My Bell wurde auch auf der damit verbundenen Tournee gespielt.
Am 2. September 2019 ließ sich die Geschäftsführung der Columbiahalle zum 25. Jubiläum der Band eine besondere Geburtstagsüberraschung einfallen und würdigte ihre Berliner Band mit einem noch nie dagewesenen Akt: „Hiermit geben wir offiziell bekannt, dass die Columbiahalle in Knorkatorhalle umbenannt wird.“ Der Manager Axel Schulz sendete zu diesem Anlass aus dem Urlaub eine persönliche Videobotschaft an die Band.
Im Jahr 2022 widmete sich die Band mit Sieg der Vernunft noch stärker politischen Fragen, wie Reichtum und Vermögensverteilung, Spaltung der Gesellschaft, Missbrauch von Ressourcen sowie Einfluss von sozialen Medien. Die Tochter des Sängers Stumpen, Agnetha Ivers, steuert erneut Begleitgesang für die Tracks bei. Der Song One Way or Another von Blondie wird gecovert. Sieg der Vernunft ist deutlich bissiger, engagierter und aktueller als die Vorgänger. Es geht darin um das Schwinden unserer gemeinsamen Ziele und Werte, unsere Unfähigkeit, darüber zu reden und um jene, die davon profitieren. Schauspieler und Sänger Milan Peschel wurde für einen Gastauftritt im Lied Milliardäre engagiert.
Ab Juni 2022 gab es monatlich alle Tonträger der Band als Neuveröffentlichungen auf Schallplatte. Neues Remastering und neue Booklets des Grafikers Thomas Buchta sorgten für einen Wiedereinstieg in die Charts.
Am 6. März 2024 kündigte Sänger Stumpen auf seinem Instagram-Account ein neues Album zum 30-jährigen Jubiläum der Band auf Instagram an, das am 12. September 2025 unter dem  Titel Weltherrschaft für Alle! erscheinen soll.

## Konzerte
Knorkator gab in den ersten 25 Jahren ihres Bestehens ca. 1.200 Konzerte und trat auf diversen großen deutschen Festivals auf, wie beispielsweise dem Wacken Open Air, Rockharz Open Air, With Full Force, Highfield-Festival, Force Attack, Woodstage Summer Open Air oder auf dem Bizarre-Festival. Die Musiker spielten als Vorgruppe von Marilyn Manson und der Bloodhound Gang. Sie spielten auch auf internationalen Festivals wie beispielsweise im Jahr 2005 auf dem französischen Fury in Le Mans bzw. dem größten europäischen Festival Haltestelle Woodstock im polnischen Küstrin. Als Delegierte vertrat Knorkator 2006 den Verband unabhängiger Tonträgerunternehmen, Musikverlage und Musikproduzenten und GermanSounds im kanadischen Toronto während der Canadian Music Week.
Auf Konzerten von Knorkator kommt es vor, dass Keyboarder Alf Ator mit einer riesigen Schaumstoffkeule das Publikum schlägt, große Schaumstofforgeln ins Publikum geworfen werden oder dass Sänger Stumpen eine Kiste mit Toastbrotscheiben in die Luft wirft. Weiterhin bestehen Alf Ators Instrumente zum Teil aus Haushaltsgegenständen, wie Klobürsten oder Klodeckeln. Das Publikum wurde auch schon mit geschreddertem Obst und Gemüse „beschossen“ (als „vegetarische Flugverköstigung“ angekündigt). Zudem treten Stumpen und Alf Ator zumeist grotesk bekleidet auf. Stumpen ist zudem bekannt für gefährliche Sprünge aus mehreren Metern Höhe während des Auftrittes.
Im Rahmen der Popkomm 2007 gelang es Knorkator, die geladenen Gäste der offiziellen Eröffnungsparty zu schockieren, indem nackte Frauen als „Keyboard-Ständerinnen“ in der Bühnenshow auftraten.
Auf den Tourneen sammeln Knorkator mithilfe der Crew und den Fans Spenden für soziale Einrichtungen. 2023 konnten für dem Berliner und Brandenburger Wünschewagen über 36.000 Euro übergeben werden. Damit werden sterbenskranken Menschen letzte Reisewünsche erfüllt.

## Nebenprojekte

### High Mud Leader
High Mud Leader (gesprochen: Heimatlieder) war ein Nebenprojekt der Rockgruppe, die unter diesem Namen 2002 auch eine CD mit Parodien von Schlager- und Volksliedern veröffentlichte, wobei auch Rock-Klassiker wie beispielsweise Smoke on the Water oder Still Loving You interpretiert wurden.

### Jesang zur Jitarre und manchmal och Jeije
Jesang zur Jitarre und manchmal och Jeije ist ein Projekt von Stumpen und Buzz Dee, die mit der Geigerin Ally Storch (Ally the Fiddle, Subway to Sally, Haggard, ASP, Umbra et Imago) im Oktober 2010 einige Songs aus vielen Jahrzehnten in den Snowland Studios Berlin aufgenommen haben. Unter anderem wurde The Girl from Ipanema, Sunny, Take Me Home, Country Roads, These Boots Are Made for Walkin’ und der Säbeltanz aus dem Ballett Gajaneh von Aram Chatschaturjan bearbeitet. 2011 wurde der Tonträger allerdings wieder zurückgenommen, da der Verlag rechtliche Bedenken bezüglich des Copyrights befürchtete. Für einige Lieder wurden von den Originalkünstlern keine Freigaben erteilt.

### Alf Ators Hyperinteraktive Multimedia-Show der Welt
Alf Ator ist auch der Erfinder einer neuen Form des Entertainments. Gemeinsam mit einem zum Teil völlig überforderten Publikum inszeniert er Musik und Sketche zu einem programmierten Playback. So stellt er einzelnen Zuschauern Fragen, die sie dann scheinbar beantworten, wobei sie angehalten sind, durch entsprechende Mundbewegungen das Sprechen vorzutäuschen. Einige Zuschauer werden auf die Bühne gebeten, wo sie einen Crashkurs an bestimmten Instrumenten erhalten, um dann in gemeinsam dargebotenen Liedern (meist Knorkator-Songs) virtuos zu glänzen. Die sonst übliche Zurückhaltung eines zum Mitmachen aufgeforderten Publikums verfliegt bei dieser Art Programm sehr schnell, sobald klar wird, dass es durch das konsequente Playback fast unmöglich ist, sich zu blamieren. Entwickelt hat sich das Programm aus anfänglichen Buchlesungen, die Alf Ator sehr bald schon im Vollplayback ausführte und dabei die gestalterischen Möglichkeiten erkannte. Die Tourneen liefen unter wechselnden Titeln: „Das noch neuere Testament“ (2009), „Das Geheimnis meiner Schönheit“ (2010), „Alf Ator of Death“ (2012).

## Diskografie

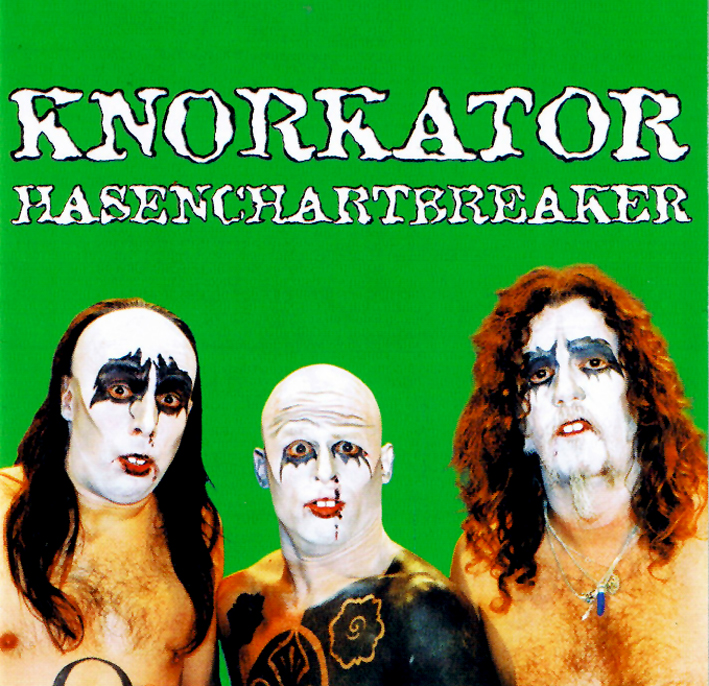
Albumcover Hasenchartbreaker (1999)

### Studioalben
| Jahr | Titel                          | Höchstplatzierung, Gesamtwochen, AuszeichnungChartsChartplatzierungen (Jahr, Titel, Platzierungen, Wochen, Auszeichnungen, Anmerkungen) | Anmerkungen                              |
| Jahr | Titel                          | DE | Anmerkungen                              |
| ---- | ------------------------------ | --- | ---------------------------------------- |
| 1998 | The Schlechtst of              | DE80 1 (1 Wo.)DE | Erstveröffentlichung: 26. Januar 1998    |
| 1999 | Hasenchartbreaker              | DE31 (6 Wo.)DE | Erstveröffentlichung: 1. Mai 1999        |
| 2000 | Tribute to uns selbst          | DE27 (3 Wo.)DE | Erstveröffentlichung: 28. August 2000    |
| 2002 | High Mud Leader                | — | Erstveröffentlichung: 25. März 2002      |
| 2003 | Ich hasse Musik                | DE75 (1 Wo.)DE | Erstveröffentlichung: 15. September 2003 |
| 2007 | Das nächste Album aller Zeiten | DE56 (1 Wo.)DE | Erstveröffentlichung: 2. Februar 2007    |
| 2011 | Es werde Nicht                 | DE25 (2 Wo.)DE | Erstveröffentlichung: 16. September 2011 |
| 2014 | We Want Mohr                   | DE14 (2 Wo.)DE | Erstveröffentlichung: 17. Januar 2014    |
| 2016 | Ich bin der Boss               | DE15 (2 Wo.)DE | Erstveröffentlichung: 16. September 2016 |
| 2019 | Widerstand ist zwecklos        | DE13 (2 Wo.)DE | Erstveröffentlichung: 13. September 2019 |
| 2022 | Sieg der Vernunft              | DE8 (2 Wo.)DE | Erstveröffentlichung: 7. Oktober 2022    |

### Livealben
| Jahr | Titel          | Höchstplatzierung, Gesamtwochen, AuszeichnungChartsChartplatzierungen (Jahr, Titel, Platzierungen, Wochen, Auszeichnungen, Anmerkungen) | Anmerkungen                             |
| Jahr | Titel          | DE | Anmerkungen                             |
| ---- | -------------- | --- | --------------------------------------- |
| 2005 | Zu Alt         | — | Erstveröffentlichung: 11. November 2005 |
| 2015 | KnorkaTourette | DE55 (1 Wo.)DE | Erstveröffentlichung: 10. April 2015    |

### Demos
| Jahr | Titel     | Höchstplatzierung, Gesamtwochen, AuszeichnungChartsChartplatzierungen (Jahr, Titel, Platzierungen, Wochen, Auszeichnungen, Anmerkungen) | Anmerkungen                          |
| Jahr | Titel     | DE | Anmerkungen                          |
| ---- | --------- | --- | ------------------------------------ |
| 1995 | X8A       | — | Erstveröffentlichung: 1995           |
| 1996 | Demo Tape | — | Erstveröffentlichung: September 1996 |

### EPs
| Jahr | Titel    | Höchstplatzierung, Gesamtwochen, AuszeichnungChartsChartplatzierungen (Jahr, Titel, Platzierungen, Wochen, Auszeichnungen, Anmerkungen) | Anmerkungen                |
| Jahr | Titel    | DE | Anmerkungen                |
| ---- | -------- | --- | -------------------------- |
| 1995 | A (EP) – | — | Erstveröffentlichung: 1995 |

### Singles
| Jahr | Titel Album                                                      | Höchstplatzierung, Gesamtwochen, AuszeichnungChartsChartplatzierungen (Jahr, Titel, Album, Platzierungen, Wochen, Auszeichnungen, Anmerkungen) | Anmerkungen                                                              |
| Jahr | Titel Album                                                      | DE | Anmerkungen                                                              |
| ---- | ---------------------------------------------------------------- | --- | ------------------------------------------------------------------------ |
| 1998 | Böse The Schlechtst of                                           | — | Erstveröffentlichung: 30. November 1998                                  |
| 1999 | Weg nach unten Hasenchartbreaker                                 | DE78 (3 Wo.)DE | Erstveröffentlichung: 17. Mai 1999                                       |
| 1999 | Buchstabe Hasenchartbreaker                                      | — | Erstveröffentlichung: 27. Dezember 1999                                  |
| 2000 | Ick wer zun Schwein –                                            | DE76 (1 Wo.)DE | Erstveröffentlichung: 21. Februar 2000                                   |
| 2000 | Ich lass mich klonen Tribute to uns selbst                       | — | Erstveröffentlichung: 11. September 2000                                 |
| 2000 | Komm wieder her Tribute to uns selbst                            | — | Erstveröffentlichung: 30. Oktober 2000                                   |
| 2003 | Der ultimative Mann Ich hasse Musik                              | — | Erstveröffentlichung: 1. November 2003                                   |
| 2006 | Wir werden alle sterben Das nächste Album aller Zeiten           | — | Erstveröffentlichung: 17. Februar 2006                                   |
| 2007 | www.einliebeslied.com Das nächste Album aller Zeiten             | — | Erstveröffentlichung: 26. Januar 2007 als Anton Zylinder feat. Knorkator |
| 2008 | Kinderlied Es werde Nicht                                        | — | Erstveröffentlichung: 9. September 2008                                  |
| 2010 | Ich hasse Musik –                                                | — | Erstveröffentlichung: 2010 mit Tobias Lützenkirchen                      |
| 2019 | Rette sich wer kann Widerstand ist Zwecklos                      | — | Erstveröffentlichung: 16. August 2019                                    |
| 2019 | Ein Wunsch Widerstand ist Zwecklos                               | — | Erstveröffentlichung: 30. August 2019                                    |
| 2022 | Milliardäre Sieg der Vernunft                                    | — | Erstveröffentlichung: 12. August 2022                                    |
| 2022 | Die Welt wird nie wieder so wie sie vorher war Sieg der Vernunft | — | Erstveröffentlichung: 2. September 2022                                  |
| 2022 | Tut uns leid Sieg der Vernunft                                   | — | Erstveröffentlichung: 23. September 2022                                 |
| 2022 | Ihr habt gewonnen Sieg der Vernunft                              | — | Erstveröffentlichung: 26. Oktober 2022                                   |

### Videoalben
| Jahr | Titel          | Höchstplatzierung, Gesamtwochen, AuszeichnungChartsChartplatzierungen (Jahr, Titel, Platzierungen, Wochen, Auszeichnungen, Anmerkungen) | Anmerkungen                              |
| Jahr | Titel          | DE | Anmerkungen                              |
| ---- | -------------- | --- | ---------------------------------------- |
| 2008 | Weg nach unten | — | Erstveröffentlichung: 19. September 2008 |

### Boxsets
| Jahr | Titel                                           | Höchstplatzierung, Gesamtwochen, AuszeichnungChartsChartplatzierungen (Jahr, Titel, Platzierungen, Wochen, Auszeichnungen, Anmerkungen) | Anmerkungen                             |
| Jahr | Titel                                           | DE | Anmerkungen                             |
| ---- | ----------------------------------------------- | --- | --------------------------------------- |
| 2010 | Knorkator – Mein Leben Als Single               | — | Erstveröffentlichung: 15. Dezember 2010 |
| 2012 | Achtung Achtung Weltuntergang! Alles Muss Raus! | — | Erstveröffentlichung: 14. Dezember 2012 |

## Bibliografie
- Knorkator: Des Wurzels Zweig. Eulenspiegel, Berlin 2002, ISBN 3-359-01448-0.
- Knorkator: Am Anfang war das Am. Eulenspiegel, Berlin 2004, ISBN 3-359-01609-2.
- Alf Ator: Die satanischen Achillesferse. Eulenspiegel, Berlin 2008, ISBN 978-3-359-02200-8.
- Alf Ator: The Best of fast allen Comics. Eulenspiegel, Berlin 2011, ISBN 978-3-359-02316-6.
- Alf Ator: The noch Besteren of Alf Ator, COMICS. Eulenspiegel, Berlin 2015, ISBN 978-3-359-02460-6.

## Ehrung
Vom 2. September bis Dezember 2019 hieß die Berliner Columbiahalle zu Ehren der Band Knorkatorhalle.